# Alfred Frauscher
Alfred Frauscher (* 22. Mai 1954 in Ried im Innkreis) ist ein österreichischer Politiker (ÖVP). Von 2003 bis 2021 war er Abgeordneter zum Oberösterreichischen Landtag. 

## Leben
Alfred Frauscher absolvierte nach dem Besuch der Volksschule in Ried im Innkreis das örtliche Gymnasium. Nach der Matura 1972 studierte er ab 1974 technische Chemie. 
Frauscher leitet die 1948 gegründeten Rieder Firma Frauscher Ges.m.b.H & Co. Seine Firma ist im Transportgewerbe aktiv und fördert Sande sowie Schotter. Zudem ist Frauscher Geschäftsführer der AEV, einer Abfallentsorgungs- und -verwertungsfirma, und betreibt ein Großkompostieranlage. Seit 1991 ist er Mitglied des Gemeinderats von Ried und arbeitet seit 1999 als Vizepräsident der Rieder Messe. Zudem ist Frauscher Aufsichtsrat des Technologiezentrums Ried im Innkreis. Im Jahr 2000 wurde Frauscher zum Bezirksobmann des Wirtschaftsbundes und der Wirtschaftskammer Ried gewählt. Ab dem 23. Oktober 2003 vertrat Frauscher die ÖVP im Oberösterreichischen Landtag.
Nach der Landtagswahl 2021 schied er aus dem Landtag aus.
Er ist verheiratet und hat drei Kinder. 

## Auszeichnungen
- 2022: Goldenes Ehrenzeichen des Landes Oberösterreich[1]
- 2023: Julius-Raab-Medaille[2]